# Xorides brachylabis
Xorides brachylabis är en stekelart som först beskrevs av Joseph Kriechbaumer 1889.  Xorides brachylabis ingår i släktet Xorides och familjen brokparasitsteklar. Enligt den finländska rödlistan är arten sårbar i Finland. Arten är reproducerande i Sverige. Artens livsmiljö är skogar. Inga underarter finns listade i Catalogue of Life.